# Gigantic (filme)
Gigantic é um projeto de filme de animação cancelado de fantasia musical, produzido pela Walt Disney Animation Studios e lançado pela Walt Disney Pictures. Era vagamente baseado no conto de fadas inglês João e o Pé de Feijão, que foi previamente adaptado na animação da Disney Fun and Fancy Free (1947) com o segmento "Mickey e o Pé de Feijão". O filme estava programado para ser lançado em 25 de novembro de 2020.

## Sinopse
Ambientado na Espanha durante a Idade de Exploração, o filme vai seguir Jack quando ele descobre um mundo de gigantes escondidos dentro de nuvens. Jack faz amizade com a gigante Inma, que tem "11 anos de idade, 18 metros de altura, é razinza, mal-humorada e controladora" e o trata como um  boneco viva. Enquanto isso, os antagonistas, Gigantes das Tempestades, tem mais de 30 metros.

## Produção
Nathan Greno (Tangled) está dirigindo Gigantic, que é vagamente baseado no conto de fadas joão e o pé de feijão. O filme era esperado para ser lançado em 2017, sob o título de Giants. Em agosto de 2015, a Disney revelou o novo título sendo Gigantic, que seria produzido por Dorothy McKim, e canções de Robert Lopez e Kristen Anderson-Lopez (Frozen). O filme está programado para ser lançado em 2018. Em 3 de outubro de 2016, foi anunciado que a roteirista nomeada ao Oscar, Meg LeFauve (Inside Out) irá juntar-se a Greno como co-diretor.

## Lançamento
Gigantic foi originalmente programado para ser lançado em 9 de Março de 2018. No entanto, em 30 de junho de 2016, a Walt Disney Animation Studios anunciou que Wreck-It Ralph 2 seria lançado nessa data, e Gigantic iria estrear, em vez disso, em 21 de novembro de 2018. Em 25 de abril de 2017, a Disney anunciou a data do lançamento do filme Gigantic iria estrear em 25 de novembro de 2020, que é a data de lançamento anterior é no dia 21 de novembro de 2018.

## Cancelamento
No dia 11 de Outubro de 2017, a Disney anunciou o cancelamento do filme, devido à divergências criativas.